# Clayton Stevenson
Clayton Robert Stevenson (* 29. Dezember 1967 in Sydney) ist ein ehemaliger australischer Radrennfahrer.

## Sportliche Laufbahn
Stevenson war Straßenradsportler und auch im Bahnradsport aktiv. Er war Teilnehmer der Olympischen Sommerspiele 1988 in Seoul. Im olympischen Straßenrennen schied er aus. Der australische Vierer mit Stephen Fairless, Bruce Keech, Clayton Stevenson und Scott Steward belegte im Mannschaftszeitfahren den 9. Rang.
1987 gewann er die nationale Meisterschaft in der Einerverfolgung vor Tony Davis. 1989 holte er den Titel vor Darren Winter. Mit Brett Dutton als Partner gewann er 1987 die nationale Meisterschaft im Zweier-Mannschaftsfahren. Vize-Meister wurde er 1986 in der Einerverfolgung hinter Rik Patterson sowie im Zweier-Mannschaftsfahren.
1990 gewann er das Einzelzeitfahren Grand Prix de France. Dazu kam der Sieg in der Trophée Mavic. Auch das Etappenrennen Tour de la Manche gewann er 1990. Bei den Commonwealth Games 1990 startete er im Straßenrennen.
1991 und 1992 startete er als Berufsfahrer im französischen Radsportteam RMO.